# Escarabat bum-bum

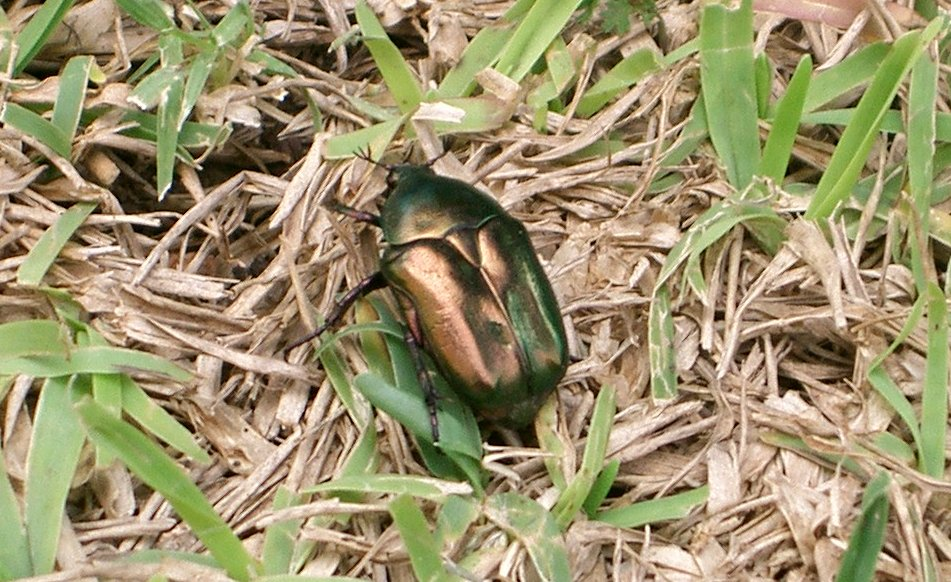
Escarabat daurat a Son Carrió, Mallorca. Aquest insecte ha inspirat el nom del joc i la cançó.

Escarabat bum-bum és un joc infantil tradicional de Catalunya. L'escarabat esmentat a la cançó no està gaire definit com a personatge, a part de donar nom al joc.

## Cançó
Aquest joc s'acompanya amb una cançoneta. La cançó principal o bàsica és:
Escarabat bum-bum,
posa-hi oli, posa-hi oli,
escarabat bum-bum,
posa-hi oli en el llum. (o dins del llum)

## Variants

### Variant per a nens molt petits
La manera tradicional de jugar aquest joc amb infants molt petits consisteix en el fet que un nen o nena amaga el cap a la falda de la mare o germana gran que condueix el joc. Aquesta canta la cançó, continuant-la de la següent manera: 
Si en el llum no n'hi ha
a l'escalfeta, a l'escalfeta,
si en el llum no n'hi ha
a l'escalfeta n'hi haurà.
Aleshores es fa venir un altre nen o nena a que li toqui l'esquena i a veure si endevina qui l'ha tocat, dient:
Escarabat, escarabat endevina qui t'ha tocat!

### Variant per a nens més grans
Es pot jugar com a joc de pati i els nens mateixos juguen sols. Un nen o nena amaga el cap als genolls del conductor del joc. Després de cantar la cançó, el nen o nena que condueix el joc fa un senyal a un dels jugadors perquè s'atansi i doni un cop a l'esquena al nen que amaga el cap als seus genolls. Aleshores diu: 
(Nom del nen o nena), endevina qui t'ha tocat! 
El nen que para s'aixeca i va a buscar el jugador que li sembla que l'ha tocat, se'l carrega a collibè i el porta fins al conductor del joc, que li demana: 
- Què portes aquí?.
L'altre respon: 
- Un sac d'ossos.
Si no ho ha endevinat, el conductor del joc li respon: 
- Torna'ls allí que no són nostres.
Aleshores el qui para ha de tornar el jugador al seu lloc i tornar a parar ell.
Quan el que para porta el jugador que l'ha tocat de debò, el conductor del joc diu: 
- Deixa'ls aquí, que són nostres.
Llavors para el jugador caçat.

### Altres variants
Hi ha també una variant pitiüsenca del joc. Els nens o nenes han d'estar asseguts en cadires posades en cercle menys un que no en té i que fa d'escarabat. El joc és pràcticament igual a partir d'aquest punt, però la continuació de la cançó principal és un xic diferent:
Si en el llum no n'hi ha
a l'escopeta, a l'escopeta,
si en el llum no n'hi ha
a l'escopeta n'hi haurà.
Cada nen o nena que participa en el joc es posa noms d'un animal diferent, com abella, cuc o rata o d'un objecte, com cotxe o pilota. El nen o nena que condueix crida a cada jugador pel nom que s'ha posat.

## Rellevància actual
Els traductors de la versió catalana de la sèrie de dibuixos manga animats japonesa Doraemon (ドラえもん) han posat la cançó de l'Escarabat bum-bum com una de les cançons que més li agrada cantar a en "Gegant" o Takeshi, un dels personatges principals de la sèrie.
És una manera de donar-li importància a aquesta cançó tradicional catalana en l'entorn infantil modern. Doraemon es pot veure en català a TV3 i IB3.